# دهستان خضرلو
شهر خضرلو یکی از شهرهای استان آذربایجان شرقی است که در بخش مرکزی شهرستان عجب‌شیر واقع شده‌است.